# Murallas de Benicarló
Las murallas de Benicarló, en la comarca del Bajo Maestrazgo, son unos pocos restos del recinto amurallado catalogados como bien de interés cultural de la provincia de Castellón, con código 12.03.027-010.

## Historia
Se considera el origen de Benicarló en la alquería árabe de “Beni-Galo” o “Bani Gazlun”, dependiente de Peñíscola. Las tropas cristianas reconquistaron esta zona antes de 1236, puesto que en esta fecha Fernando Pérez de Pina le otorgaba al asentamiento carta puebla a fuero de Zaragoza. La zona era conocida como “Beni Castlo” y seguía bajo dependencia del castillo de Peñíscola, ya que hasta 1522 no consiguió categoría de villa.
Se sabe que en el año 1564 la población estaba amurallada, puesto existen documentos, un grabado que acompaña un texto de Martín de Viciana de ese año, que así lo atestiguan.
Es por ello que se considera que se trata de un recinto amurallado de fundación cristiana tras la reconquista de la zona.
Según informa el propio ayuntamiento de la población las murallas fueron derribadas en 1707, ya que dejaron de tener utilidad defensiva y limitaban el crecimiento de la población, quedando tan solo los restos que se fueron utilizando como paredes de las construcciones de viviendas que en ellas se adosaban.

## Descripción
Los restos que pueden observarse en la actualidad se localizan fundamentalmente en el núcleo urbano antiguo, en concreto entre las calles Ferreres Bretó, San Francisco, Olivella, entre otras.
Según los documentos existentes se puede afirmar que se trataban de un recinto cuadrado, que conformaba lo que se conocía como “volta al mur”, vuelta al muro, que coincide con las calles en las que en la actualidad se pueden apreciar los pocos restos que de estas murallas quedan.
El recinto amurallado estaba articulado, como solía hacerse en las poblaciones amuralladas tras su reconquista, mediante dos ejes perpendiculares que en este caso eran las calles Mayor y la de San Juan.